# Solenopsis indagatrix
Solenopsis indagatrix é uma espécie de formiga do gênero Solenopsis, pertencente à subfamília Myrmicinae.